# Batalla de Le Castella
La batalla de Le Castella fue una de las batallas de la guerra de las vísperas sicilianas.

## Antecedentes
La muerte de Alfonso el Franco en 1291 dio origen, cuatro años más tarde, a un nuevo gran conflicto entre la corona de Aragón y el reino de Sicilia, pues Jaime II el Justo fue proclamado conde rey de la Corona de Aragón y delegó el reino de Sicilia en su hermano menor, Federico II de Sicilia.
La paz de Anagni se firmó en 1295, y en ella Jaime el Justo cedía el Reino de Sicilia a los Estados Pontificios, y recibía del papa en compensación 12 000 libras tornesas y probablemente la promesa de infeudación de Córcega y Cerdeña. La boda de Jaime el Justo con Blanca de Nápoles, hija de Carlos II de Anjou, y el regreso de los tres hijos que Carlos II de Anjou había tenido que dejar como rehenes en Cataluña a cambio de su libertad en 1288 alteraron radicalmente la situación, pues los sicilianos se consideraron desligados de la fidelidad debida a Jaime II de Mallorca. En el mismo documento, Carlos de Valois renunciaba a la corona de Aragón, y Jaime II devolvía Baleares a Jaime II de Mallorca, al que habían sido confiscadas por Alfonso el Franco.
Federico II de Sicilia contó con el apoyo de muchos dignatarios catalanes de Sicilia, y fue investido por el parlamento siciliano el 11 de diciembre de 1295 y coronado rey de Sicilia el 25 de mayo de 1296, nombrando el cargo de virrey y de capitán general de Sicilia a Guillem Galceran de Cartellà y capitán general de Calabria a Blasco de Alagón el Viejo, e iniciando una ofensiva en Calabria.
Tras conquistar Squillace, durante el sitio de Catanzaro, Roger de Flor pactó con los sitiados y las villas vecinas una tregua de 40 días; y si no recibían refuerzos angevinos, se rendirían. La tregua se rompió por el asalto a Crotona. Federico II se dirigió e hizo retornar lo tomado, liberando prisioneros angevinos de las galeras para compensar los muertos, pero distanció al rey y al almirante.

## La batalla
Le Castella fue espectador del enfrentamiento entre las tropas de Guillermo Estendart, capitán de las tropas angevinas de Carlos II de Anjou, que decidió reconquistar todas las tierras perdidas, y las de Roger de Lauria, que se encontraba en Mesina, y fue llamado para defender Rocca Imperiale, en los territorios amenazados.
Guillem Estendart vio las naves enemigas que hacían escala en el golfo, y apostó por una emboscada en la playa, pero lo hizo tan apresuradamente, que en lugar de coger por sorpresa a los sicilianos, fue sorprendido y atacado por la caballería siciliana de Roger de Lauria, siendo herido y hecho prisionero.

### Citas
1. ↑  «Crònica de Ramon Muntaner» (en catalán). Consultado el 17 de marzo de 2014. «Viquitexts».
2. ↑  Maseras, Marta (2004 - 2011). «La influencia arabe y angioni». lecastella.info. Consultado el 17 de marzo de 2014.
3. ↑  Quintana, M.J. (1996). «Roger de Lauria. Personajes de Aragón. General victorioso de la Escuadra Aragonesa en el Mediterráneo». Personajes de Aragón. Consultado el 17 de marzo de 2014.